# Lijst van spelers van AS Saint-Étienne
Deze lijst omvat voetballers die bij de Franse voetbalclub AS Saint-Étienne spelen of gespeeld hebben. De spelers zijn alfabetisch gerangschikt.

## A
- Claude Abbes
- Alex Dias
- Aloísio
- Alejandro Alonso
- Jérôme Alonzo
- René Alpsteg
- Yoann Andreu
- Aparicio
- Ilan Araújo
- Pierre-Emerick Aubameyang
- Dominique Aulanier

## B
- Pathé Bangoura
- Serisay Barthelemy
- Anthony Bartholome
- Dominique Bathenay
- Laurent Batlles
- Patrick Battiston
- Olivier Baudry
- Jean-Claude Baulu
- Mustapha Bayal
- Ivica Bek
- Joseph-Antoine Bell
- Yohan Benalouane
- Georges Bereta
- Gonzalo Bergessio
- Pierre Bernard
- Giovanni Bia
- Jules Bigot
- Romarin Billong
- Daniel Bilos
- Pierre Bini
- Laurent Blanc
- Carlos Bocanegra
- Bernard Bosquier
- Benjamin Bouchouari
- Fabien Boudaréne
- Henri Braizat
- Damien Bridonneau
- José Broissart
- Bruno Basto
- Michel Brusseaux

## C
- Titi Camara
- Zoumana Camara
- Francis Camerini
- Simon Carmignani
- Georges Carnus
- Bruno Carotti
- Patrice Carteron
- Dominique Casagrande
- Jean Castaneda
- Jean-Louis Cazes
- Max Charbit
- Adel Chedli
- Mickaël Citony
- Jérémy Clément
- Gérard Coinçon
- Lilian Compan
- Pape Coulibaly
- Grégory Coupet
- Pierrick Cros
- Antoine Cuissard
- Ivan Ćurković
- Jean-Pierre Cyprien

## D
- Mouhamadou Dabo
- Fabien Debec
- Christophe Deguerville
- Geoffrey Dernis
- Pascal Despeyroux
- Pape Diakhaté
- Lamine Diatta
- Fousseni Diawara
- Georgi Dimitrov
- Ismaël Diomande
- Mickaël Dogbé
- René Domingo
- Helton Dos Reis
- Rudolphe Douala
- Vladimir Durković
- Johann Duveau

## E
- Albin Ebondo
- Idriss Ech Chergui
- Edurado Oliveira
- Antonio Esposito

## F
- Jacques Faivre
- Gérard Farison
- Malick Faye
- Bertrand Fayolle
- Pascal Feindouno
- Karim Fellahi
- Kader Ferhaoui
- Gelson Fernandes
- Augusto Fernández
- Patrice Ferri
- René Ferrier
- Claude Fichaux
- Karel Finek
- Abdelkader Firoud
- Sylvain Flauto
- Jacques Foix
- Yoann Folly
- Laurent Fournier

## G
- Patrice Garande
- Bernard Gardon
- Javier Garrido
- Antony Gauvin
- Alain Geiger
- Bernard Genghini
- Faouzi Ghoulam
- David Gigliotti
- Didier Gilles
- Léon Glovacki
- Bafétimbi Gomis
- Gines Gonzales
- Yvon Goujon
- Sébastien Grax
- David Grondin
- Fredy Guarín
- Tchiressoua Guël
- Josua Guilavogui
- Roland Guillas
- Florent Guillaud
- Patrick Guillou
- André Guy

## H
- Marcel Hadidji
- Yohan Hautcoeur
- Marek Heinz
- Hélder Postiga
- David Hellebuyck
- Laurent Henric
- Robert Herbin
- Stéphane Hernandez
- Francois Heutte
- Vincent Hognon
- Cédric Horjak
- Samy Houri
- Robin Huc
- Guy Huguet
- Karl Humenberger
- Karl Hummenberger

## I
- Herita Ilunga

## J
- Aimé Jacquet
- Jérémy Janot
- Gérard Janvion
- Fabrice Jau
- Per Jensen

## K
- Hassan Kachloul
- Abdelaziz Kamara
- Sylvain Kastendeuch
- Salif Keïta
- Jacques Koczur
- Slavko Kodrnja
- Amine Koumba
- Janusz Kupcewicz
- Toni Kurbos
- Marcin Kuzba
- Bjørn Kvarme

## L
- Bernard Lacombe
- Félix Lacuesta
- Christophe Landrin
- Jean-François Larios
- Jean-Michel Larqué
- Thierry Laurey
- Ronan Le Crom
- René Llense
- Anthony Le Tallec
- Gilles Leclerc
- Bernard Lefevre
- Francois Lemasson
- Fabien Lemoine
- Maxym Levitsky
- Francis Llacer
- Christian Lopez
- Milan Luhovy
- Luiz Alberto

## M
- Philippe Mahut
- Boubacar Mansaly
- Sylvain Marchal
- Nicolas Marin
- Daisuke Matsui
- Blaise Matuidi
- Sébastien Mazure
- Carl Medjani
- Fabrice Mege
- Rachid Mekloufi
- Frédéric Mendy
- Alain Merchadier
- Alan Mermillod
- Abdelkrim Merry Krimau
- Sylvain Meslien
- Mehdi Messaoudi
- Lucien Mettomo
- Gerard Migeon
- Jean-Pascal Mignot
- Jürgen Milewski
- Roger Milla
- Kevin Mirallas
- Roland Mitoraj
- Alain Moizan
- Miklos Molnar
- Sylvain Monsoreau
- Philippe Montanier
- Ľubomír Moravčík
- Patrick Moreau
- Laurent Morestin
- Jessy Moulin
- Matt Moussilou

## N
- Guirane N'Daw
- Samba N'Diaye
- Alassane N'Dour
- Loris Nery
- Benny Nielsen
- Lasse Nilsson
- Nivaldo
- Raul Nogues
- Ferenc Nyers

## O
- Eric Obinna
- Christophe Ohrel
- Allan Olesen

## P
- Jean-Claude Pagal
- Aleksandr Panov
- Olivier Pantaloni
- Bernard Pardo
- Patrick Parizon
- Gérald Passi
- Paulo Machado
- Dimitri Payet
- Stéphane Pedron
- Sébastien Pérez
- Vincent Péricard
- Damien Perquis
- Florent Perraud
- Loïc Perrin
- Georges Peyroche
- Robert Philippe
- Ignacio Piatti
- Osvaldo Piazza
- Christophe Pignol
- Frédéric Piquionne
- Vincent Planté
- Michel Platini
- Albert Polge
- Lionel Potillon
- Cyrille Pouget
- Yvon Pouliquen

## Q
- Lawrence Quaye

## R
- Yoric Ravet
- Ibrahim Razak
- Johnny Rep
- Pierre Repellini
- Hervé Revelli
- Patrick Revelli
- Kees Rijvers
- Emmanuel Riviere
- Dominique Rocheteau
- Rodrigão
- Roger Rolhion
- Marc Ropero
- Laurent Roussey
- Olivier Roussey
- Stéphane Ruffier
- Jovan Ruzic

## S
- Idriss Saadi
- Julien Sablé
- Sidy Sagna
- Willy Sagnol
- Lamine Sakho
- Bakary Sako
- Paja Samardžić
- Christophe Sanchez
- Daniel Sanchez
- Liazid Sandjak
- Boubacar Sanogo
- Jacques Santini
- Stéphane Santini
- Ousmane Sarr
- Pape Sarr
- Christian Sarramagna
- Jean-Luc Sassus
- David Sauget
- Pierre Sbaiz
- Jean-Marc Schaer
- Jean-Philippe Séchet
- Augustine Simo
- Bernard Simondi
- John Sivebæk
- Georgi Slavkov
- Ljubisa Stefanović
- Néstor Subiat
- Piotr Świerczewski
- Christian Synaeghel
- Robert Szczepaniak

## T
- Oussama Tannane
- Efstathios Tavlaridis
- Kévin Théophile-Catherine
- Pape Thiaw
- Didier Tholot
- Jean-Christophe Thomas
- Philippe Tibeuf
- Siaka Tiéné
- Yves Triantafilos
- Albert Tricon
- Richard Tylinski

## V
- Cédric Varrault
- Stephan Vincent
- Jody Viviani

## W
- Jean-Guy Wallemme
- Maryan Wisnieski
- Rob Witschge
- Frédéric Woehl
- Roland Wohlfarth
- Thierry Wolff
- Ricky van Wolfswinkel

## Y
- Alaeddine Yahia

## Z
- Sofiane Zaaboub
- Jean-Louis Zanon
- Marc Zanotti
- Jacques Zimako
- Didier Zokora